# Dom Egipski w Krakowie
Dom Egipski – zabytkowa modernistyczna kamienica znajdująca się w Krakowie, w dzielnicy I na rogu ulic Retoryka 10–12 i Smoleńsk 10–12, na Nowym Świecie.

## Historia
Dom powstał w latach 1893–1896 na zlecenie Józefa Kuleszy, właściciela zakładu kamieniarsko-rzeźbiarskiego przy krakowskim Cmentarzu Rakowickim. Zaprojektowany został przez nieznanego z imienia inżyniera K. Lachnika. Budowniczym był Beniamin Torbe. Kamienica została ozdobiona różnymi motywami nawiązującymi do kultury starożytnego Egiptu. Są to m.in. figury sfinksów, faraonów, obeliski, pylony i płaskorzeźby bóstw oraz liczne malowidła.
W 1894 roku Kulesza sprzedał ją Joelowi Baumingerowi. Kolejnym właścicielem był Józef Ostoja Zagórski, a po jego śmierci w 1905 roku kamienica przeszła na własność Funduszu Stypendyjnego imienia Zagórskiego, o czym informuje zachowana tablica.
Pod adresem ul. Smoleńsk 10 w latach 1896–1914 znajdowało się mieszkanie krakowskiego rzeźbiarza, profesora Państwowej Szkoły Przemysłowej, Alojzego Bunscha. W 1898 urodził się w nim jego syn pisarz historyczny Karol Bunsch.
Na przełomie lat 20. i 30. XX wieku budynek przebudowano na styl modernistyczny i większość zdobień zniknęła. Do tej pory zachowały się drewniane drzwi wejściowe z motywem łodyg lotosu i papirusu oraz opatrzone ureuszami dyski słoneczne i kilka detali wewnątrz budynku.
Nazwa Dom egipski pojawia się po raz pierwszy w  Kalendarzu Krakowskim Józefa Czecha na rok 1904. 

## Galeria

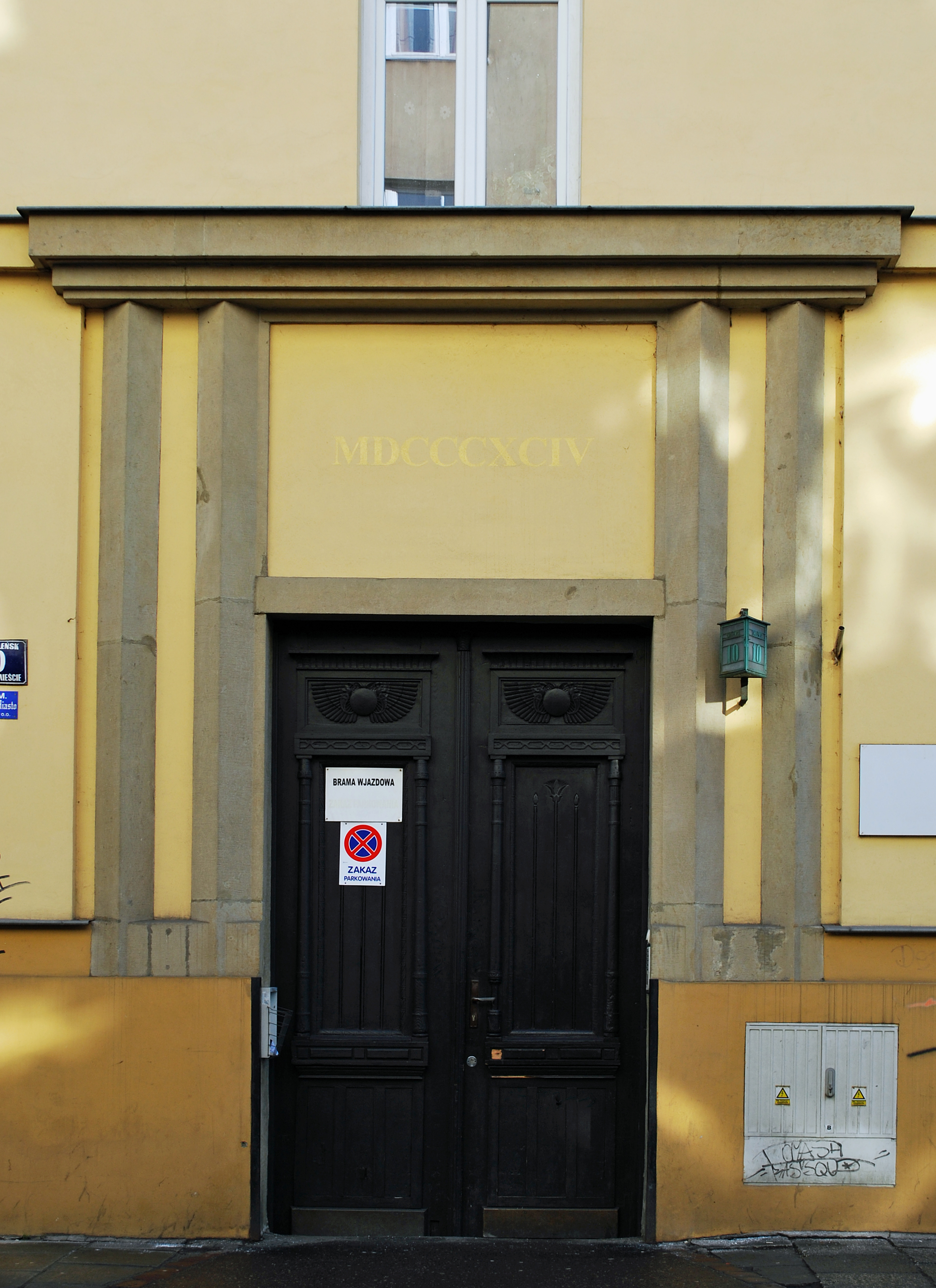
Portal od strony ul. Smoleńsk
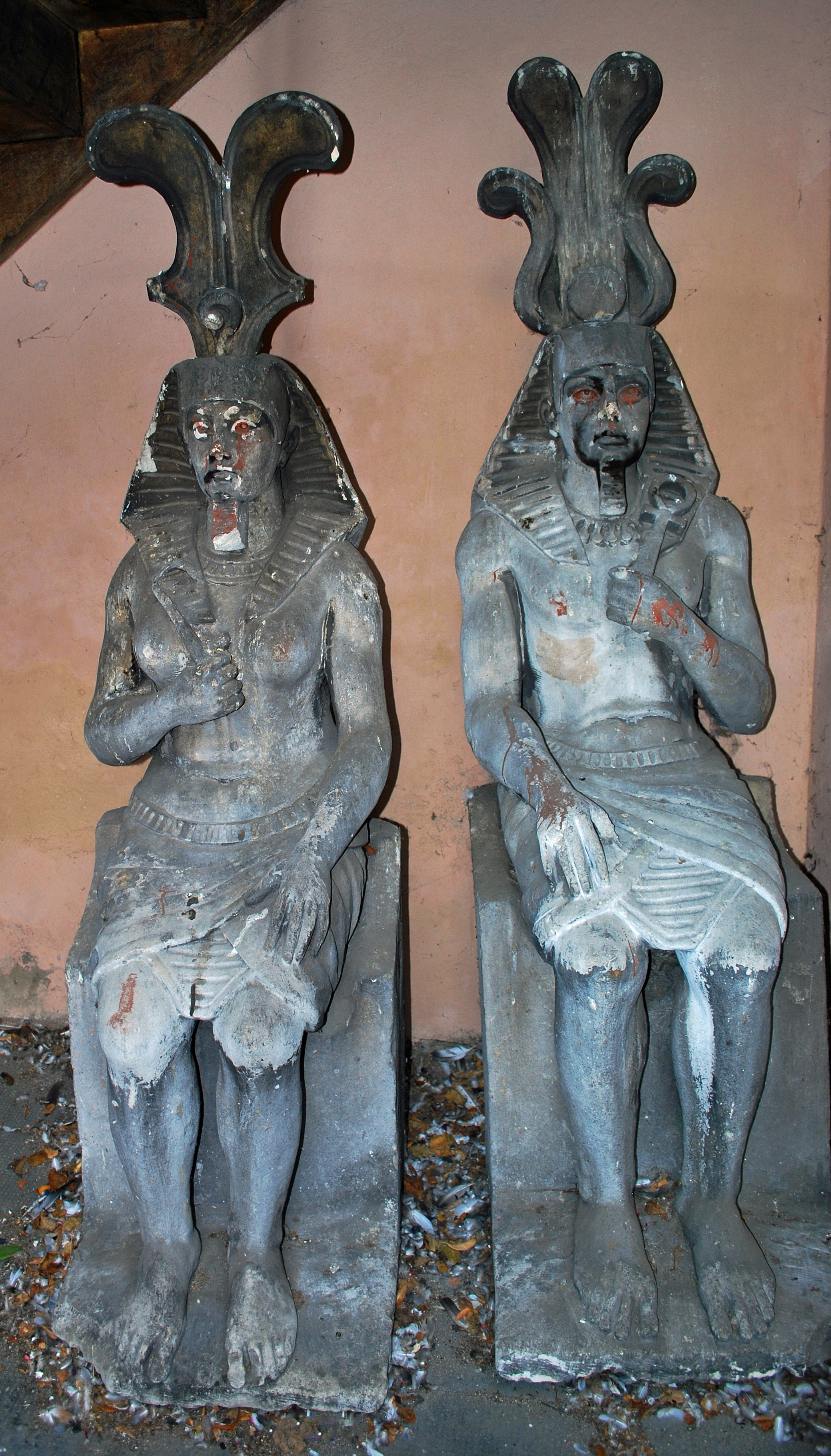
Rzeźby znajdujące się kiedyś pomiędzy oknami pierwszego piętra, nad wejściem od strony dzisiejszej ul. Retoryka
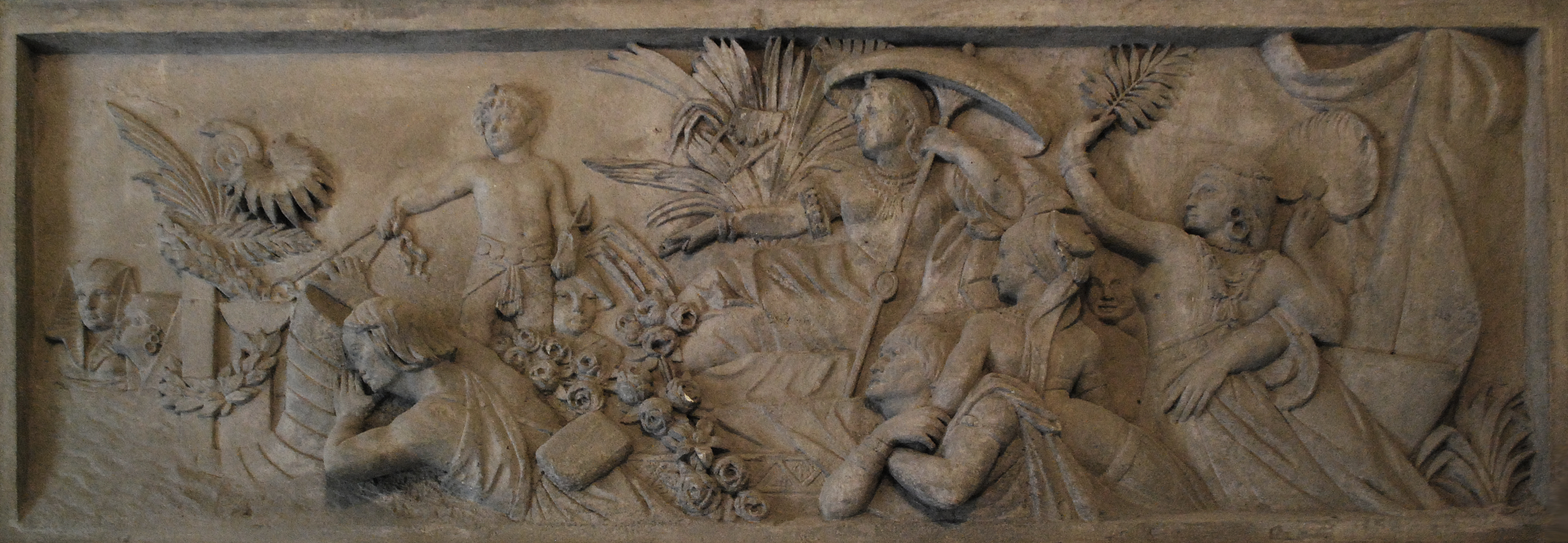
Kleopatra płynąca Nilem Płaskorzeźba znajdująca się w sieni od ul. Smoleńsk
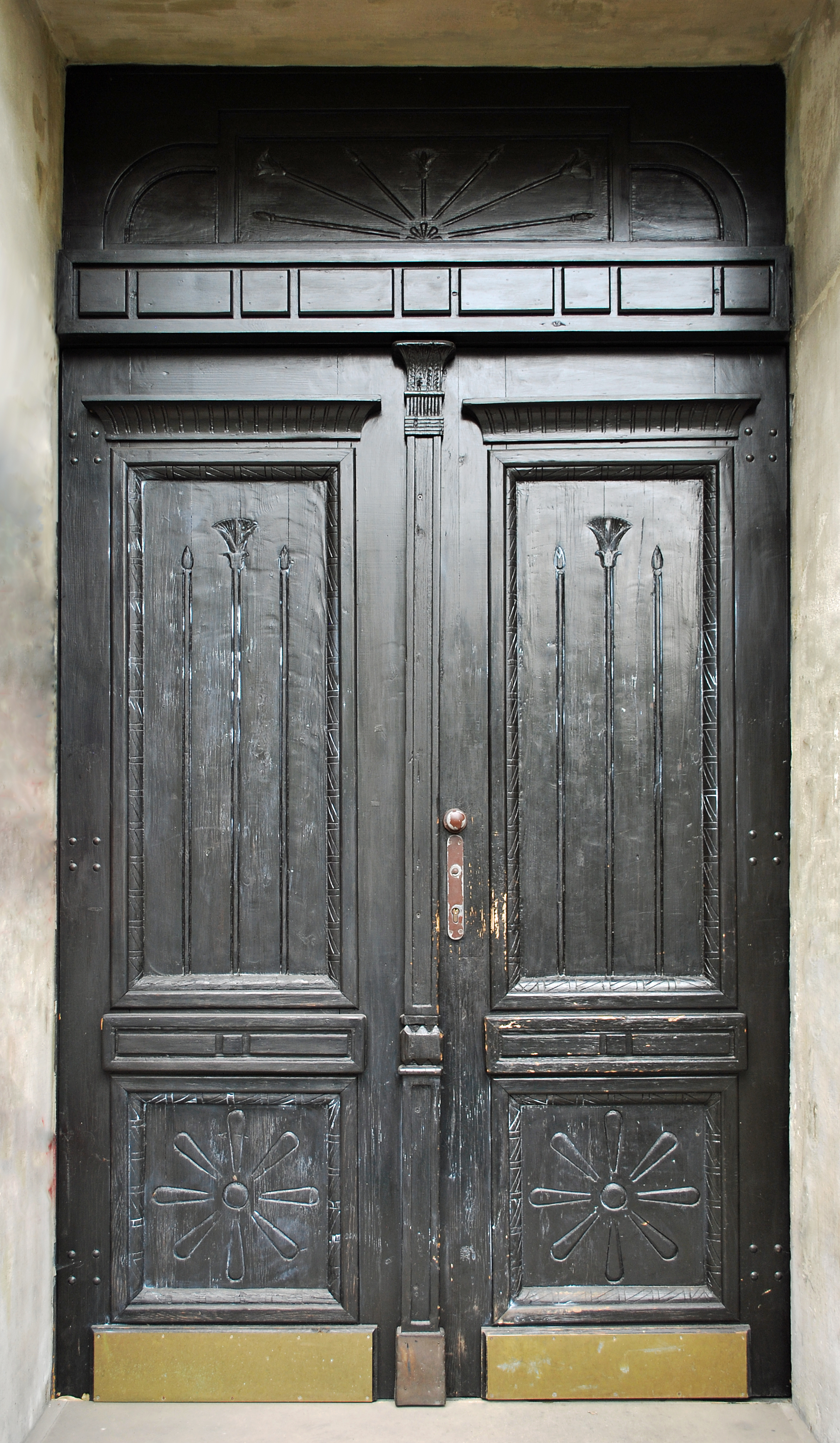
Drzwi frontowe, od strony ul. Retoryka